# Campeonato Grego de Patinação Artística no Gelo
O Campeonato Grego de Patinação Artística no Gelo é uma competição nacional anual de patinação artística no gelo da Grécia. Os patinadores competem em quatro eventos, individual masculino, individual feminino, duplas e dança no gelo.
A competição determina os campeões nacionais e os representantes da Grécia em competições internacionais como Campeonato Mundial, Campeonato Mundial Júnior, Campeonato Europeu e os Jogos Olímpicos de Inverno.

## Edições
| Ano (Edição) | Cidade sede          | Sênior               | Sênior               | Sênior               | Sênior               | Ref                  |
| Ano (Edição) | Cidade sede          | M                    | F                    | P                    | D                    | Ref                  |
| ------------ | -------------------- | -------------------- | -------------------- | -------------------- | -------------------- | -------------------- |
| 2001         |                      | •                    | •                    | –                    | –                    | [ 1 ]                |
| 2002         |                      | •                    | •                    | –                    | –                    | [ 2 ]                |
| 2003         |                      | •                    | •                    | –                    | –                    | [ 3 ]                |
| 2004         |                      | •                    | •                    | –                    | –                    | [ 4 ]                |
| 2005         | Não houve competição | Não houve competição | Não houve competição | Não houve competição | Não houve competição | Não houve competição |
| 2006         |                      | •                    | –                    | –                    | –                    | [ 5 ]                |
| 2007         | Não houve competição | Não houve competição | Não houve competição | Não houve competição | Não houve competição | Não houve competição |
| 2008         |                      | •                    | •                    | •                    | •                    | [ 6 ]                |
| 2009         |                      | •                    | •                    | •                    | •                    | [ 7 ]                |
| 2010         |                      | –                    | •                    | •                    | •                    | [ 8 ]                |
| 2011         |                      | –                    | •                    | –                    | –                    | [ 9 ]                |
| 2012         |                      | –                    | •                    | –                    | –                    | [ 10 ]               |
| 2013         |                      | –                    | •                    | –                    | •                    | [ 11 ]               |
| 2014         |                      | –                    | •                    | –                    | –                    | [ 12 ]               |
| 2015         | Não houve competição | Não houve competição | Não houve competição | Não houve competição | Não houve competição | Não houve competição |
| 2016         |                      | –                    | •                    | –                    | –                    | [ 13 ]               |

## Lista de medalhistas

### Individual masculino
| Evento          | Ouro                                      | Prata                                     | Bronze                                    |
| 2001 (detalhes) | Panagiotis Markouizos                     | Grigoris Pigikoglou                       | Fanourios Liaskos                         |
| 2002 (detalhes) | Panagiotis Markouizos                     | nenhum outro competidor                   | nenhum outro competidor                   |
| 2003 (detalhes) | Panagiotis Markouizos                     | Iason Rigas                               | nenhum outro competidor                   |
| 2004 (detalhes) | Carl-Zeus Issariotis                      | Panagiotis Markouizos                     | Iason Rigas                               |
| 2005            | Não houve competição                      | Não houve competição                      | Não houve competição                      |
| 2006 (detalhes) | Carl-Zeus Issariotis                      | nenhum outro competidor                   | nenhum outro competidor                   |
| 2007            | Não houve competição                      | Não houve competição                      | Não houve competição                      |
| 2008 (detalhes) | Carl-Zeus Issariotis                      | nenhum outro competidor                   | nenhum outro competidor                   |
| 2009 (detalhes) | Carl-Zeus Issariotis                      | nenhum outro competidor                   | nenhum outro competidor                   |
| 2010–2016       | Não houve disputa do individual masculino | Não houve disputa do individual masculino | Não houve disputa do individual masculino |

### Individual feminino
| Evento          | Ouro                                                                | Prata                                                               | Bronze                                                              |
| 2001 (detalhes) | Georgina Papavasiliou                                               | Anna Chatziathnanassiou                                             | Maria Matrogiannopoulou                                             |
| 2002 (detalhes) | Georgina Papavasiliou                                               | Maria Matrogiannopoulou                                             | nenhuma outra competidora                                           |
| 2003 (detalhes) | Georgina Papavasiliou                                               | Maria Matrogiannopoulou                                             | Artemis Kokoraki                                                    |
| 2004 (detalhes) | Georgina Papavasiliou                                               | Maria Matrogiannopoulou                                             | Artemis Kokoraki                                                    |
| 2005–2007       | Não houve competição; 2006 não houve disputa do individual feminino | Não houve competição; 2006 não houve disputa do individual feminino | Não houve competição; 2006 não houve disputa do individual feminino |
| 2008 (detalhes) | Maria Papasotiriou                                                  | nenhuma outra competidora                                           | nenhuma outra competidora                                           |
| 2009 (detalhes) | Maria Papasotiriou                                                  | Georgia Glastris                                                    | Maria Tsakiris                                                      |
| 2010 (detalhes) | Georgia Glastris                                                    | Maria Papasotiriou                                                  | Maria Tsakiris                                                      |
| 2011 (detalhes) | Georgia Glastris                                                    | Demetra Korris                                                      | Katerina Papanikolaou                                               |
| 2012 (detalhes) | Isabella Schuster-Velissariou                                       | Georgia Glastris                                                    | Dimitra Korri                                                       |
| 2013 (detalhes) | Georgia Glastris                                                    | Dimitra Korri                                                       | nenhuma outra competidora                                           |
| 2014 (detalhes) | Dimitra Korri                                                       | Georgia Glastris                                                    | Katerina Papanikolaou                                               |
| 2015            | Não houve competição                                                | Não houve competição                                                | Não houve competição                                                |
| 2016 (detalhes) | Aikaterini Papanikolaou                                             | nenhuma outra competidora                                           | nenhuma outra competidora                                           |

### Duplas
| Evento          | Ouro                          | Prata                       | Bronze                      |
| 2008 (detalhes) | Ariel Fay Gagnon Chad Tsagris | nenhum outro competidor     | nenhum outro competidor     |
| 2009 (detalhes) | Jessica Crenshaw Chad Tsagris | nenhum outro competidor     | nenhum outro competidor     |
| 2010 (detalhes) | Jessica Crenshaw Chad Tsagris | nenhum outro competidor     | nenhum outro competidor     |
| 2011–2016       | Não houve disputa de duplas   | Não houve disputa de duplas | Não houve disputa de duplas |

### Dança no gelo
| Evento          | Ouro                               | Prata                              | Bronze                             |
| 2008 (detalhes) | Christa Goulakos Bradley Yaeger    | nenhum outro competidor            | nenhum outro competidor            |
| 2009 (detalhes) | Nikki Georgiadis Graham Hockley    | Christa Goulakos Bradley Yaeger    | nenhum outro competidor            |
| 2010 (detalhes) | Nikki Georgiadis Graham Hockley    | nenhum outro competidor            | nenhum outro competidor            |
| 2011–2012       | Não houve disputa de dança no gelo | Não houve disputa de dança no gelo | Não houve disputa de dança no gelo |
| 2013 (detalhes) | Carina Glastris Nicholas Lettner   | nenhum outro competidor            | nenhum outro competidor            |
| 2014–2016       | Não houve disputa de dança no gelo | Não houve disputa de dança no gelo | Não houve disputa de dança no gelo |